# 湖東三山パーキングエリア
湖東三山パーキングエリア（ことうさんざんパーキングエリア）は、滋賀県愛知郡愛荘町松尾寺にある名神高速道路のパーキングエリア (PA) である。湖東三山スマートインターチェンジが併設されている。
2013年10月21日に湖東三山スマートインターチェンジ (SIC) の開設にあわせて秦荘パーキングエリア（はたしょうパーキングエリア）から名称変更された。また、名神高速道路で中日本高速道路（NEXCO中日本）が管轄するサービスエリア・パーキングエリアでは最西端となっている。

## 道路
- E1 名神高速道路

## 施設
上下線とも、売店は設置されていない。

### 上り線（名古屋・福井方面）
- 駐車場
  - 大型 30台
  - 小型 34台
- トイレ
  - 男性 大3（和式1・洋式2）・小8
  - 女性 12（和式3・洋式9）
    - 同伴の男児用 1

  - 車椅子用 1
- バス停留所
- 自動販売機

### 下り線（大阪方面）
- 駐車場
  - 大型 29台
  - 小型 45台
- トイレ
  - 男性 大3（和式1・洋式2）・小8
  - 女性 12（和式3・洋式9）
    - 同伴の男児用 1

  - 車椅子用 1
- バス停留所
- 自動販売機

## 湖東三山スマートインターチェンジ

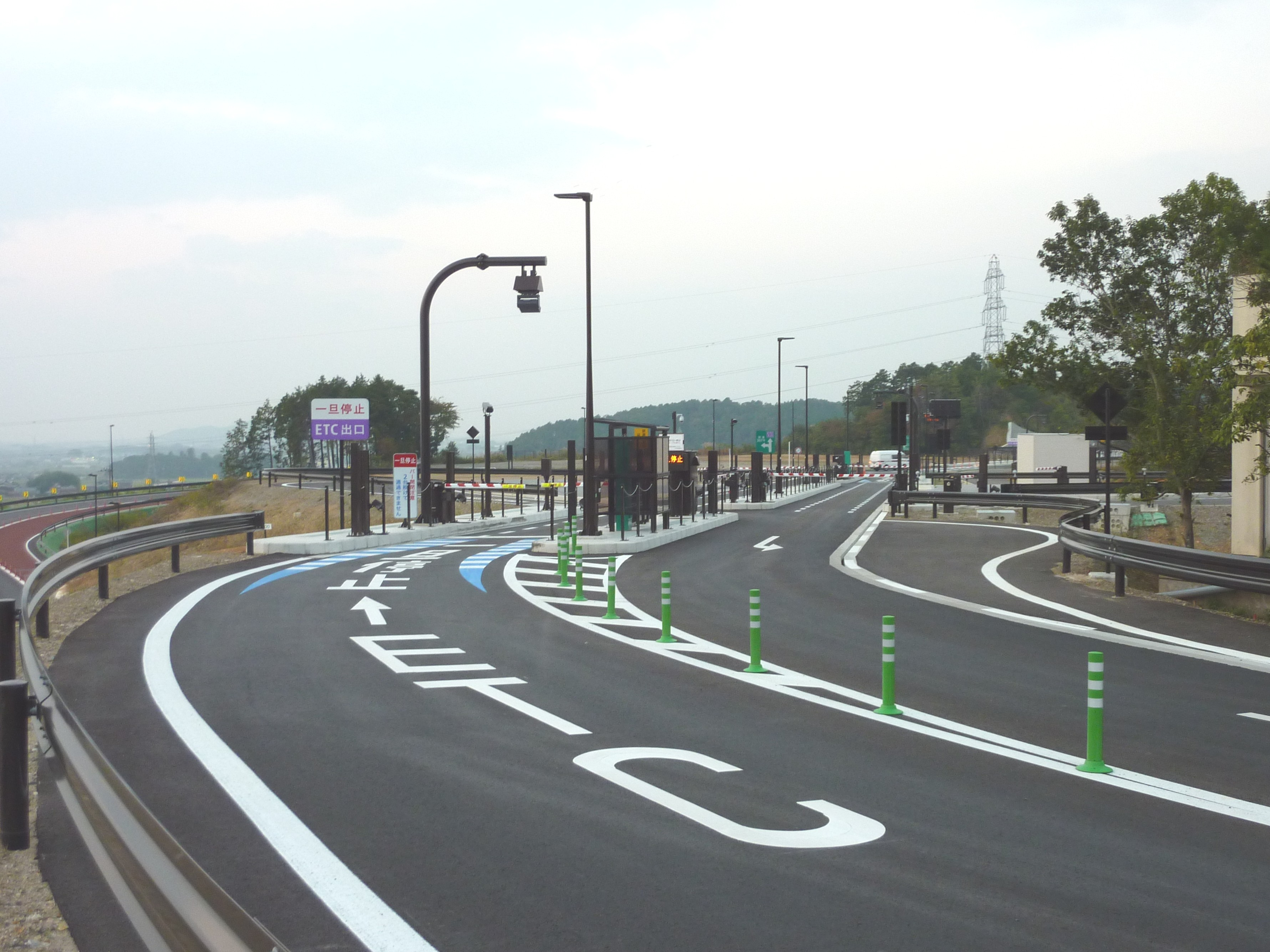
スマートICの出口（上り線）

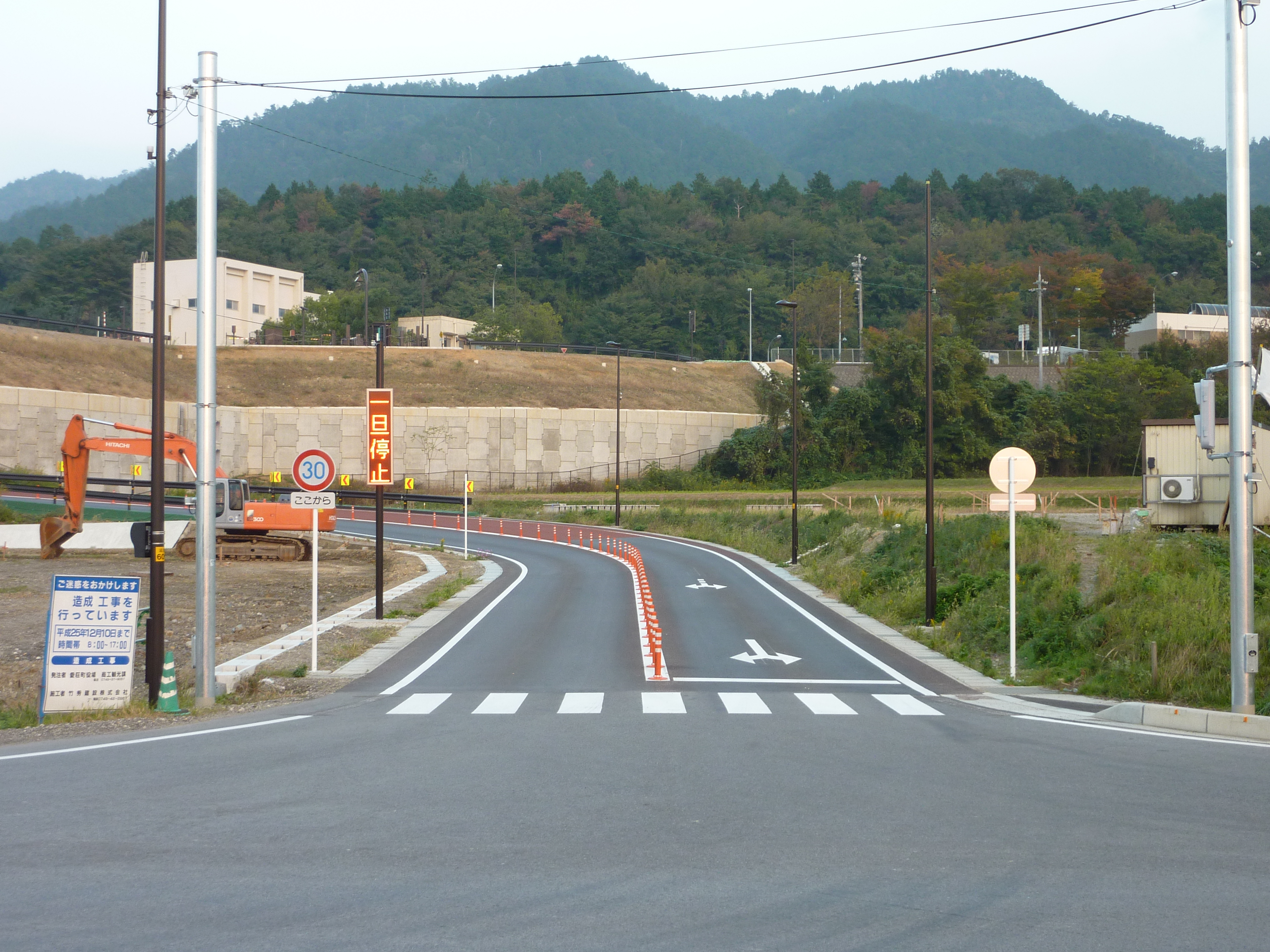
スマートICの入口（国道307号との交差点）

湖東三山スマートインターチェンジ（ことうさんざんスマートインターチェンジ）は、当PAに併設されるスマートインターチェンジである。

### 概要
滋賀県が2009年3月13日に当スマートインターチェンジおよび蒲生スマートインターチェンジの実施計画書を中日本高速道路（NEXCO中日本）・西日本高速道路（NEXCO西日本）に提出し、2009年6月30日に国土交通大臣が建設を許可した。総事業費は約18億8,000万円で、このうち県の負担は約5億円である。2030年の予想利用台数は1,800台。名神高速道路では初めて、滋賀県内では初めてのスマートインターチェンジである。
利用対象車はETC車載器を搭載した全車種で、利用時間は24時間、上下線共に出入可能である。ただし、スマートインターチェンジの上り線入口および下り線出口を通行した場合は、パーキングエリアの施設は利用できない。
なお、許可申請時は「秦荘スマートインターチェンジ」の名称であったが、かねてより誘致活動を行っていた地元の要望 により現在の名称になった。また、当スマートインターチェンジはインターチェンジ間の距離が名神高速道路で最長 (21.3km) となっている彦根IC - 八日市ICに設置されている。
湖東三山スマートインターチェンジの出入口には情報発信施設「湖東三山館あいしょう」があり地元の特産品などが販売されている。
2009年8月30日に実施された第45回衆議院議員総選挙では民主党が滋賀県内の小選挙区ですべての小選挙区を独占するなど圧勝、滋賀2区では民主党候補の田島一成が小選挙区初勝利をおさめ、国会議員として当スマートインターチェンジを誘致・推進した自民党候補の藤井勇治が落選（比例復活当選）した。田島は、選挙戦中にはスマートインター事業は継続すると主張していたが、選挙後は、民主党がマニフェストに高速道路の無料化を掲げていたことから、ETC設備の設置が必要となるスマートインターチェンジとしての整備計画の見直しを示唆し、事業継続が危ぶまれた。結局建設中止の命令が出ることなく、計画通り着工された。

### 沿革

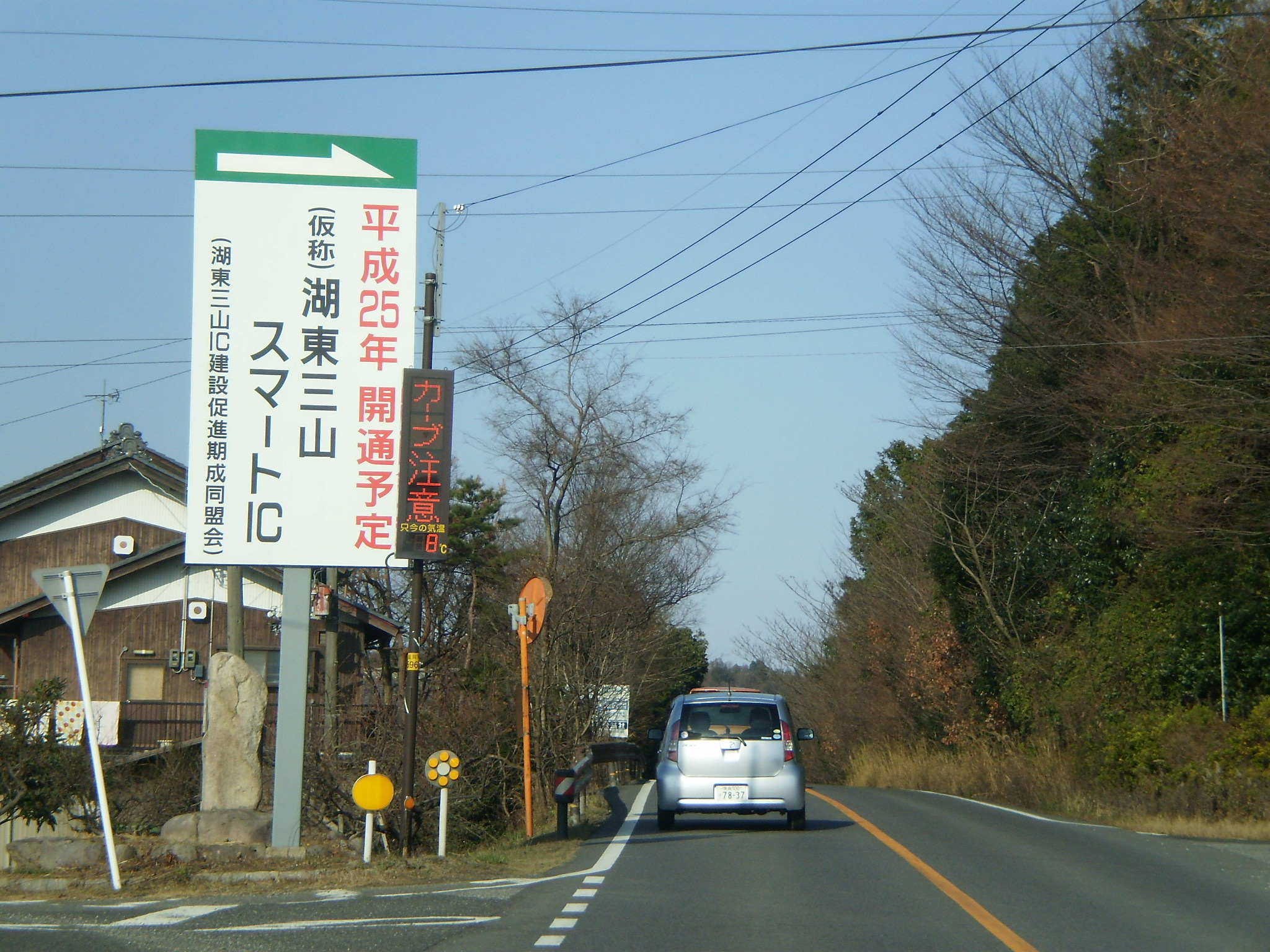
「湖東三山IC建設促進期成同盟会」が設置した看板（国道307号脇）

- 1975年6月 : 県および秦荘町などにより「秦荘インターチェンジ設置促進協議会」が組織され、調査および陳情などの活動が開始される[14][7]。
- 2003年 : 彦根市・愛知郡・犬上郡の1市7町（当時）により「（仮称）湖東三山インターチェンジ建設促進期成同盟会」が組織される[14][7]。
- 2009年3月13日 : 滋賀県が当スマートインターチェンジの実施計画書をNEXCO中日本に提出する。
- 2009年6月30日 : 国土交通省が建設を許可する。
- 2009年12月25日 : 起工式を10時より挙行し、着工する。
- 2013年10月21日 : 16時より供用を開始する[15]。
- 2013年12月27日 : 「湖東三山インターチェンジ建設促進期成同盟会」が解散された[7]。

### 接続道路
- 滋賀県道344号湖東三山インター線（国道307号とICを結ぶ）

## 秦荘バスストップ
- 2002年6月1日 : 名神ハイウェイバスの急行便が廃止されたため休止。待合所などバス停関連の施設も現在では撤去されている。

## 隣
E1 名神高速道路
(27-1)米原JCT - (28)彦根IC - (28-1)多賀SA/スマートIC - (28-2)湖東三山PA/SIC - (29)八日市IC - 黒丸PA/スマートIC（スマートICは事業中） - (29-1)蒲生スマートIC